# Liste der Einträge im National Register of Historic Places in Framingham

Lage des Middlesex County in Massachusetts

Die Liste der Einträge im National Register of Historic Places in Framingham in Massachusetts führt alle Bauwerke, National Historic Landmarks und Historic Districts in Framingham auf, die in das National Register of Historic Places aufgenommen wurden.
Die vorliegende Liste wurde aufgrund der Vielzahl an Einträgen in Framingham ausgelagert und ist integraler Bestandteil der Liste der Einträge im National Register of Historic Places im Middlesex County.

## Legende
| NRHP | Historic Place    |
| HD   | Historic District |

## Aktuelle Einträge
| [ 2 ] | Name                                         | Bild                                         | Eintragsdatum                 | Lage | Ort        | Beschreibung                                                |
| ----- | -------------------------------------------- | -------------------------------------------- | ----------------------------- | --- | ---------- | ----------------------------------------------------------- |
| 1     | Concord Square Historic District             | Concord Square Historic District             | 10. März 1983 ID-Nr. 83000794 | 42° 16′ 41,9″ N, 71° 25′ 5,9″ W                                                                         | Framingham |                                                             |
| 2     | Moses Ellis House                            | Moses Ellis House                            | 29. Nov. 1983 ID-Nr. 83004022 | 283 Pleasant St. 42° 18′ 15,8″ N, 71° 26′ 57,8″ W                                                       | Framingham |                                                             |
| 3     | First Baptist Church                         | First Baptist Church                         | 9. Apr. 1980 ID-Nr. 80000642  | 1013 Worcester Rd. 42° 18′ 1,1″ N, 71° 26′ 20″ W                                                        | Framingham |                                                             |
| 4     | Framingham Centre Common Historic District   | Framingham Centre Common Historic District   | 25. Okt. 1990 ID-Nr. 90001564 | 42° 18′ 13″ N, 71° 26′ 8,2″ W                                                                           | Framingham |                                                             |
| 5     | Framingham Railroad Station                  | weitere Bilder                               | 17. Jan. 1975 ID-Nr. 75000258 | 417 Waverly St. 42° 16′ 35″ N, 71° 25′ 5,9″ W                                                           | Framingham |                                                             |
| 6     | Framingham Reservoir No. 1 Dam and Gatehouse | Framingham Reservoir No. 1 Dam and Gatehouse | 18. Jan. 1990 ID-Nr. 89002291 | 42° 17′ 30,1″ N, 71° 26′ 34,1″ W                                                                        | Framingham |                                                             |
| 7     | Framingham Reservoir No. 2 Dam and Gatehouse | Framingham Reservoir No. 2 Dam and Gatehouse | 18. Jan. 1990 ID-Nr. 89002290 | 42° 16′ 58,1″ N, 71° 26′ 44,9″ W                                                                        | Framingham |                                                             |
| 8     | Framingham Reservoir No. 3 Dam and Gatehouse | Framingham Reservoir No. 3 Dam and Gatehouse | 18. Jan. 1990 ID-Nr. 89002261 | 42° 17′ 38″ N, 71° 27′ 36″ W                                                                            | Framingham |                                                             |
| 9     | Paul Gibbs House                             | Paul Gibbs House                             | 10. März 1983 ID-Nr. 83000804 | 1147 Edmands Rd. 42° 19′ 49,1″ N, 71° 28′ 52″ W                                                         | Framingham |                                                             |
| 10    | Irving Square Historic District              | Irving Square Historic District              | 30. Nov. 1982 ID-Nr. 82000491 | Irving Square, Waverly, South, Columbia, Irving, Gordon und Hollis Sts. 42° 16′ 32,2″ N, 71° 25′ 0,8″ W | Framingham |                                                             |
| 11    | Lake Cochituate Dam                          | Lake Cochituate Dam                          | 18. Jan. 1990 ID-Nr. 89002250 | Lake Cochituate 42° 18′ 54″ N, 71° 23′ 4,9″ W                                                           | Framingham |                                                             |
| 12    | Nobscot Union Chapel                         |                                              | 2. Nov. 2023 ID-Nr. 100009508 | 871 Edgell Road 42° 19′ 40,4″ N, 71° 26′ 7,3″ W                                                         | Framingham |                                                             |
| 13    | R. H. Long Company Factory                   |                                              | 2. Nov. 2023 ID-Nr. 100009507 | 59 Fountain St. 42° 16′ 32,3″ N, 71° 25′ 32,2″ W                                                        | Framingham |                                                             |
| 14    | Saint John’s Episcopal Church                | Saint John’s Episcopal Church                | 12. Jan. 1990 ID-Nr. 89002300 | Maynard Rd. und Church St. 42° 17′ 49,9″ N, 71° 26′ 21,1″ W                                             | Framingham | Heute ökumenisches Zentrum der Framingham State University. |
| 15    | Saxonville Historic District                 | Saxonville Historic District                 | 20. Aug. 1992 ID-Nr. 92000992 | 42° 19′ 28,9″ N, 71° 24′ 4″ W                                                                           | Framingham |                                                             |
| 16    | Sudbury Aqueduct Linear District             | weitere Bilder                               | 18. Jan. 1990 ID-Nr. 89002293 | 42° 17′ 33″ N, 71° 18′ 43,9″ W                                                                          | Framingham |                                                             |
| 17    | Sudbury Dam Historic District                | Sudbury Dam Historic District                | 18. Jan. 1990 ID-Nr. 89002265 | 42° 18′ 20,9″ N, 71° 29′ 30,1″ W                                                                        | Framingham |                                                             |
| 18    | Weston Aqueduct Linear District              | weitere Bilder                               | 18. Jan. 1990 ID-Nr. 89002274 | 42° 19′ 59,9″ N, 71° 22′ 32,2″ W                                                                        | Framingham |                                                             |
| 19    | Whit’s Diner                                 | Whit’s Diner                                 | 4. Dez. 2003 ID-Nr. 03001243  | 184A Fountain St. 42° 16′ 31,1″ N, 71° 26′ 2″ W                                                         | Framingham |                                                             |